# Saumont
Pour les articles homonymes, voir Saumont (homonymie).
Pour l’article ayant un titre homophone, voir Saumon.
Saumont (nom officiel) ou Le Saumont (nom local), est une commune du Sud-Ouest de la France, située dans le département de Lot-et-Garonne, en région Nouvelle-Aquitaine.

## Géographie

### Généralités

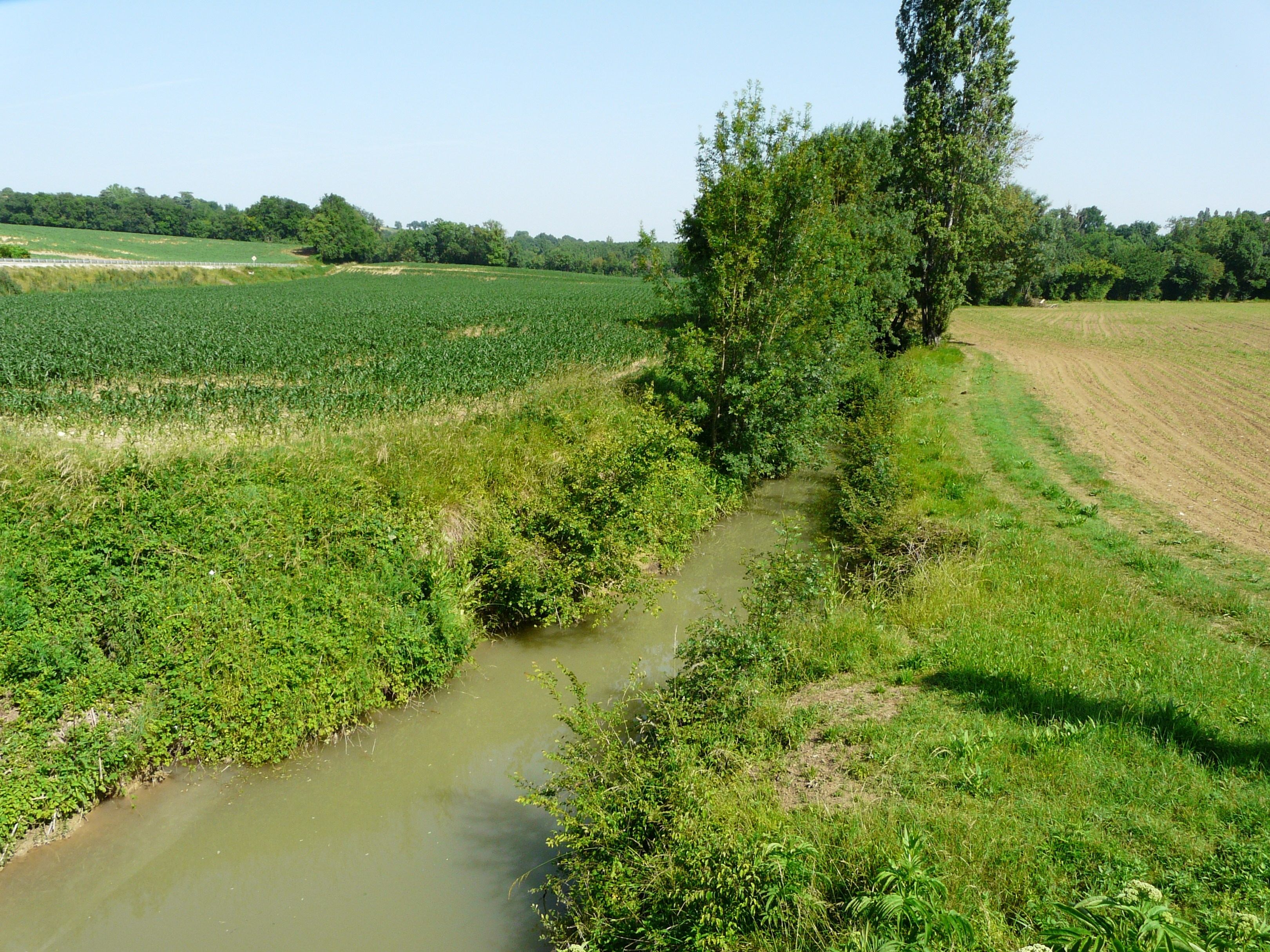
Au pont de la RD 656, le Petit Auvignon marque la limite entre Montagnac-sur-Auvignon (à gauche) et Saumont (à droite).

Dans le sud du département de Lot-et-Garonne, la commune de Saumont s'étend sur 6,74 km2. Elle est bordée à l'ouest par l'Auvignon et à l'est par son affluent le Petit Auvignon qui confluent en limite nord-ouest du territoire communal.
L'altitude minimale avec 56 mètres se trouve localisée à l'extrême nord-ouest, au lieu-dit Barterotte, là où l'Auvignon quitte la commune et sert de limite entre celles de Calignac et de Montagnac-sur-Auvignon. L'altitude maximale avec 152 mètres est située au sud, entre les lieux-dits Belfort et Grand Pèhaut.
À l'intersection des routes départementales (RD) 15 et 137, le petit bourg de Saumont est situé, en distances orthodromiques, dix kilomètres à l'est de Nérac, la sous-préfecture, et seize kilomètres au sud-ouest d'Agen, la préfecture.
Le territoire communal est également desservi par la RD 294 à l'est et brièvement au nord par la RD 656.

### Communes limitrophes
Saumont est limitrophe de sept autres communes, dont Laplume au sud-est sur environ 160 mètres.
Les communes limitrophes sont Montagnac-sur-Auvignon, Calignac, Fieux, Laplume, Moncaut, Nomdieu et Saint-Vincent-de-Lamontjoie.
|          | Montagnac-sur-Auvignon |                                      |
| Calignac | Saumont                | Moncaut                              |
| Fieux    | Nomdieu                | Laplume, Saint-Vincent-de-Lamontjoie |

### Climat
Pour des articles plus généraux, voir Climat de la Nouvelle-Aquitaine et Climat de Lot-et-Garonne.
Historiquement, la commune est exposée à un climat océanique aquitain.  
En 2020, Météo-France publie une typologie des climats de la France métropolitaine dans laquelle la commune est exposée à un climat océanique altéré et est dans la région climatique Aquitaine, Gascogne, caractérisée par une pluviométrie abondante au printemps, modérée en automne, un faible ensoleillement au printemps, un été chaud (19,5 °C), des vents faibles, des brouillards fréquents en automne et en hiver et des orages fréquents en été (15 à 20 jours).
Pour la période 1971-2000, la température annuelle moyenne est de 13,1 °C, avec une amplitude thermique annuelle de 15,7 °C. Le cumul annuel moyen de précipitations est de 760 mm, avec 10,6 jours de précipitations en janvier et 6,4 jours en juillet. Pour la période 1991-2020, la température moyenne annuelle observée sur la station météorologique la plus proche, située sur la commune de Laplume à 5,96 km à vol d'oiseau, est de 14,2 °C et le cumul annuel moyen de précipitations est de 767,2 mm,. Pour l'avenir, les paramètres climatiques de la commune estimés pour 2050 selon différents scénarios d’émission de gaz à effet de serre sont consultables sur un site dédié publié par Météo-France en novembre 2022.

## Urbanisme

### Typologie
Au 1er janvier 2024, Saumont est catégorisée commune rurale à habitat dispersé, selon la nouvelle grille communale de densité à sept niveaux définie par l'Insee en 2022.
Elle est située hors unité urbaine. Par ailleurs la commune fait partie de l'aire d'attraction d'Agen, dont elle est une commune de la couronne,. Cette aire, qui regroupe 81 communes, est catégorisée dans les aires de 50 000 à moins de 200 000 habitants,.

### Occupation des sols

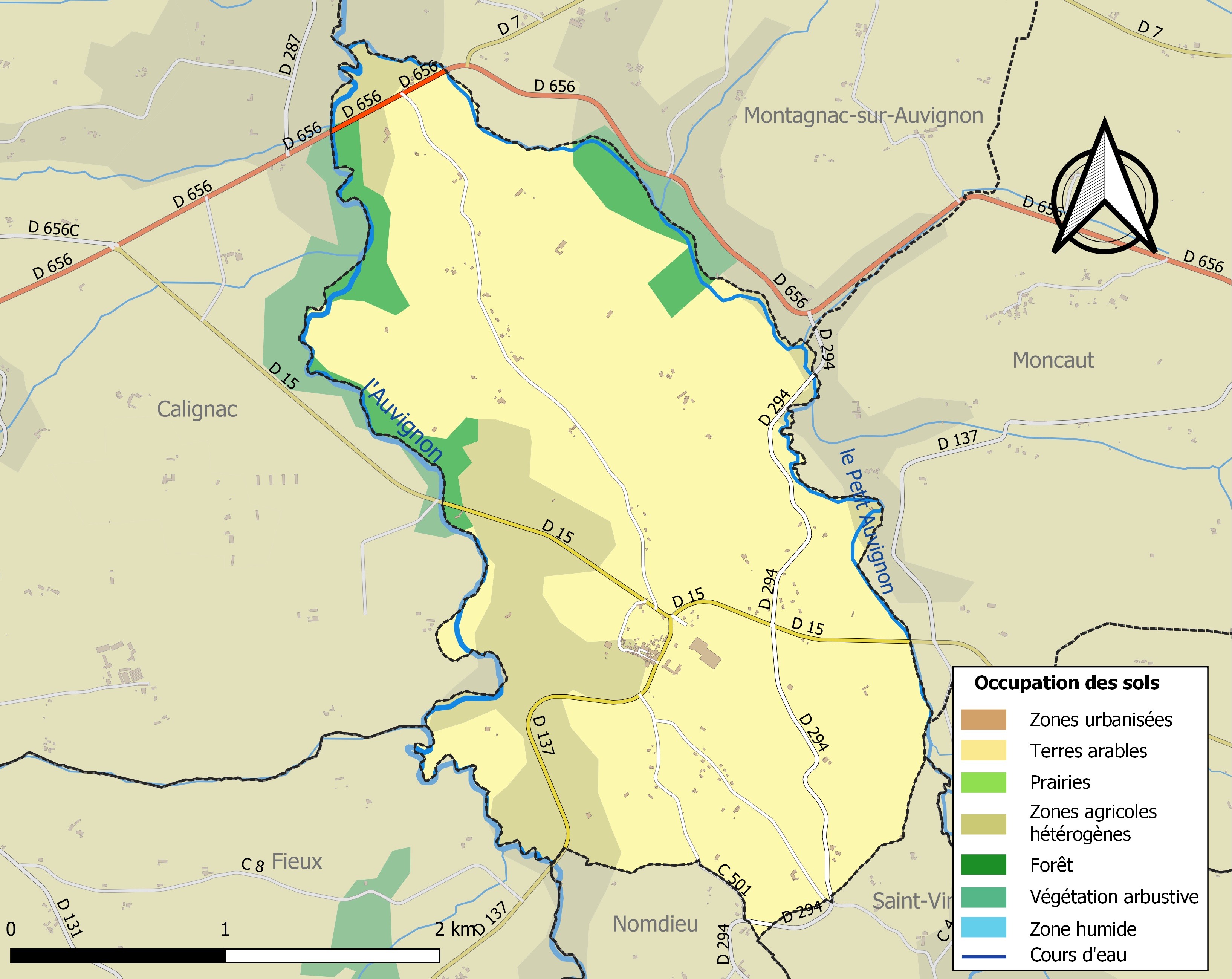
Carte des infrastructures et de l'occupation des sols de la commune en 2018 (CLC).

L'occupation des sols de la commune, telle qu'elle ressort de la base de données européenne d’occupation biophysique des sols Corine Land Cover (CLC), est marquée par l'importance des territoires agricoles (94,1 % en 2018), en diminution par rapport à 1990 (96,7 %). La répartition détaillée en 2018 est la suivante : 
terres arables (77,3 %), zones agricoles hétérogènes (16,9 %), forêts (5,9 %). L'évolution de l’occupation des sols de la commune et de ses infrastructures peut être observée sur les différentes représentations cartographiques du territoire : la carte de Cassini (XVIIIe siècle), la carte d'état-major (1820-1866) et les cartes ou photos aériennes de l'IGN pour la période actuelle (1950 à aujourd'hui).

### Risques majeurs
Le territoire de la commune de Saumont est vulnérable à différents aléas naturels : météorologiques (tempête, orage, neige, grand froid, canicule ou sécheresse), mouvements de terrains et séisme (sismicité très faible). Il est également exposé à un risque technologique, le transport de matières dangereuses. Un site publié par le BRGM permet d'évaluer simplement et rapidement les risques d'un bien localisé soit par son adresse soit par le numéro de sa parcelle.

#### Risques naturels
Les mouvements de terrains susceptibles de se produire sur la commune sont des glissements de terrain et des tassements différentiels.

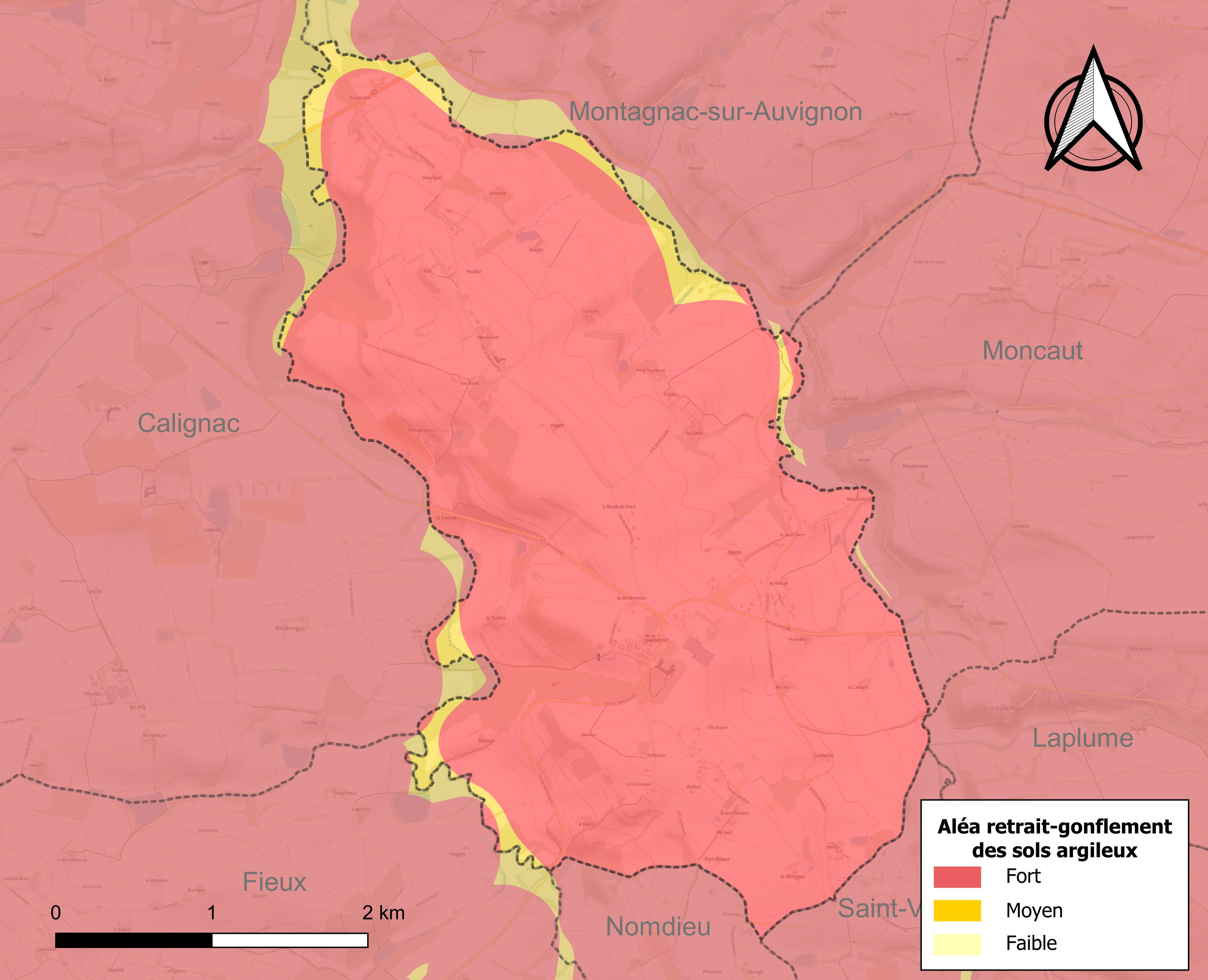
Carte des zones d'aléa retrait-gonflement des sols argileux de Saumont.

Le retrait-gonflement des sols argileux est susceptible d'engendrer des dommages importants aux bâtiments en cas d’alternance de périodes de sécheresse et de pluie. La totalité de la commune est en aléa moyen ou fort (91,8 % au niveau départemental et 48,5 % au niveau national). Depuis le 1er octobre 2020, en application de la loi ELAN, différentes contraintes s'imposent aux vendeurs, maîtres d'ouvrages ou constructeurs de biens situés dans une zone classée en aléa moyen ou fort,.
La commune a été reconnue en état de catastrophe naturelle au titre des dommages causés par les inondations et coulées de boue survenues en 1982, 1990, 1999 et 2009, par la sécheresse en 2003 et 2011 et par des mouvements de terrain en 1999.

## Toponymie

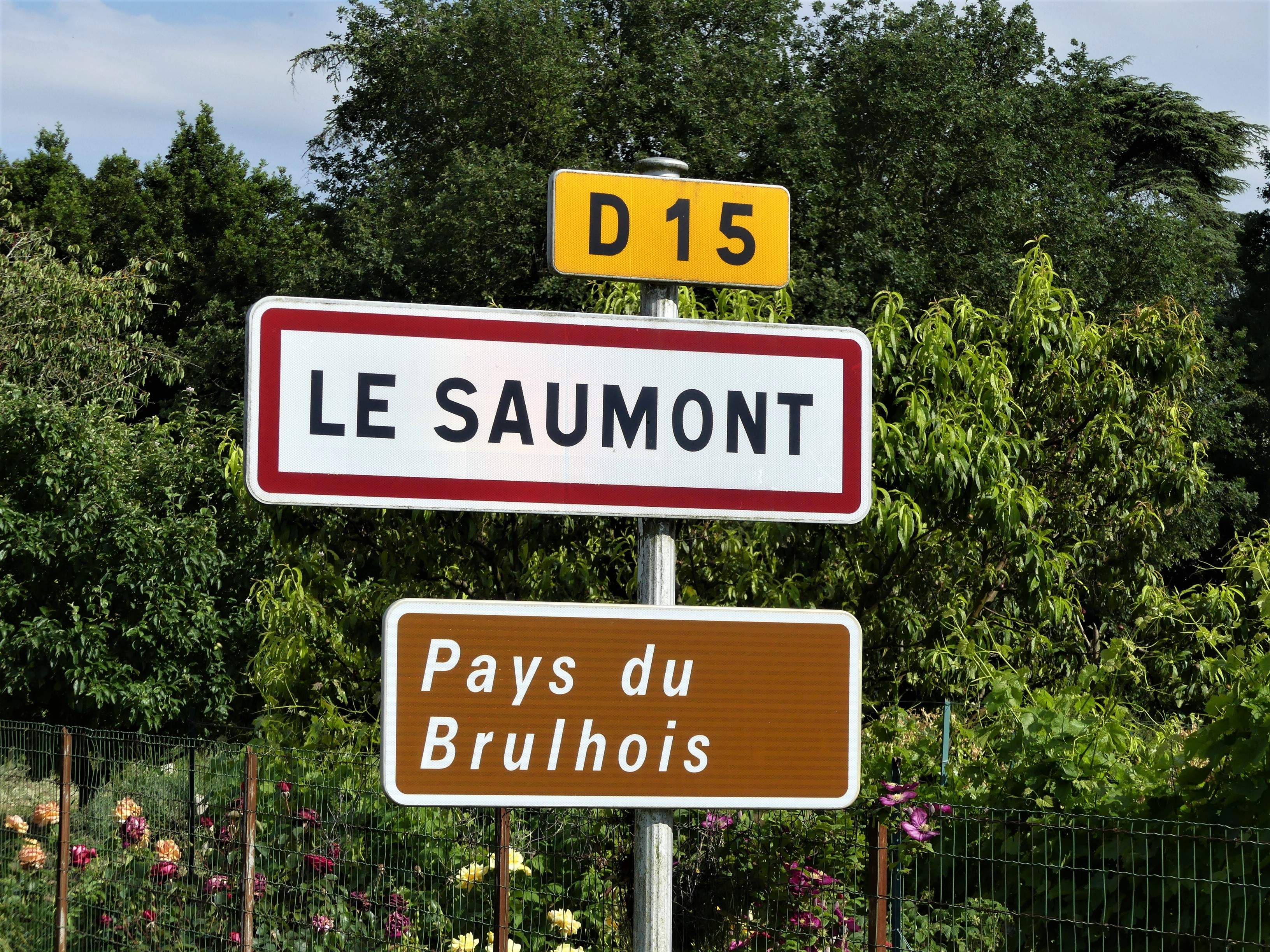
Panneau d'entrée au bourg de Saumont, avec la graphie locale.

Saumont est le nom officiel de la commune qui localement est appelée Le Saumont.
Les formes anciennes du nom de la commune ne sont mentionnées ni par Ernest Nègre, ni par Albert Dauzat et Charles Rostaing, de sorte que son origine reste obscure.
Nom de type roman, précédé d'un nom de personne [?]. S'il n'existe pas de relation historique attestée, l'homographie avec Saumont-la-Poterie est sans doute fortuite, car il s'agit du nom de personne anglo-saxon Saewald (Seiwaltmont v. 1043, Mont Seiwold 1046).

## Politique et administration

### Liste des maires

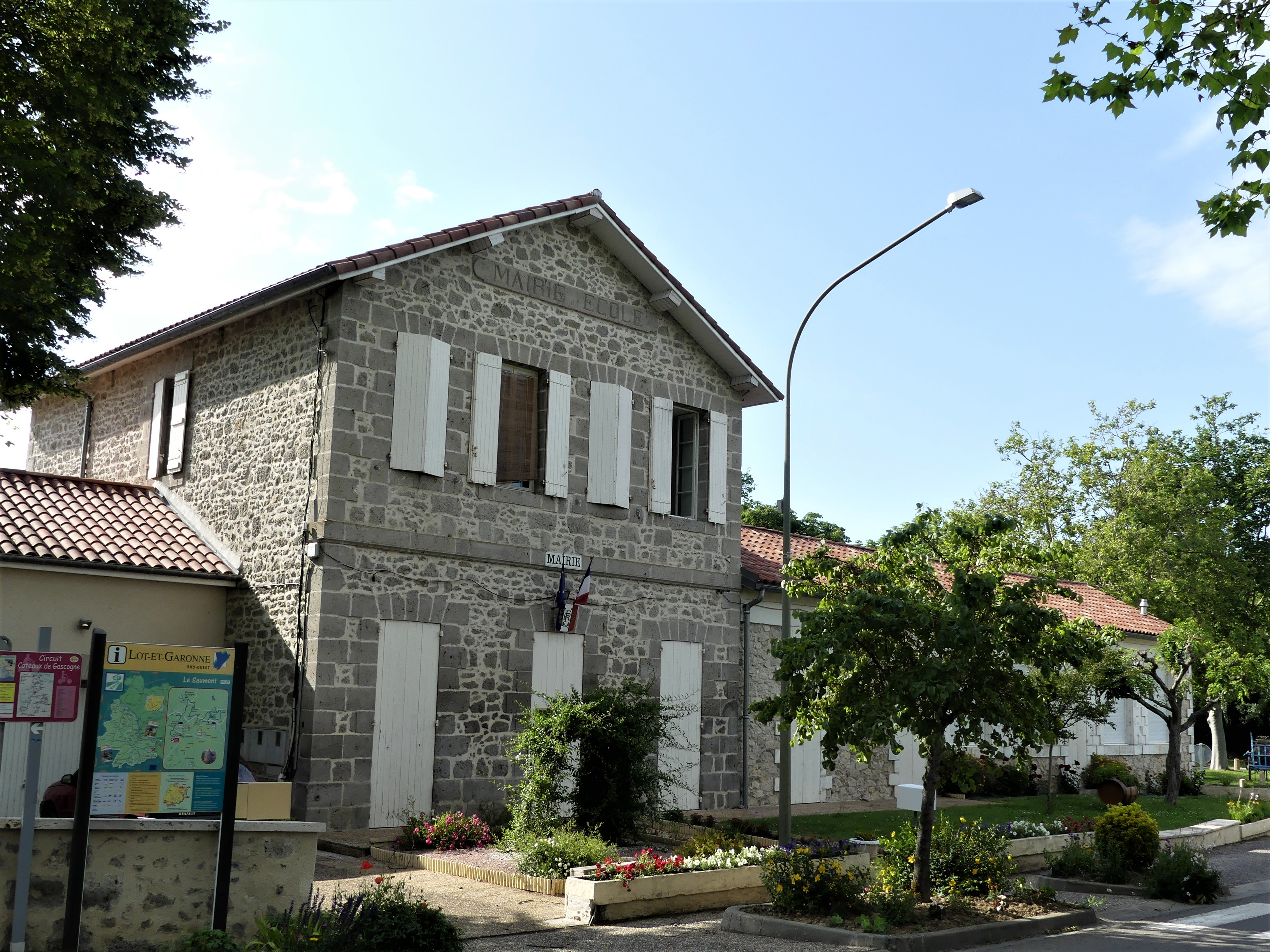
La mairie en 2019.

| Période                                  | Période   | Identité           | Étiquette | Qualité |
| ---------------------------------------- | --------- | ------------------ | --------- | ------- |
| Les données manquantes sont à compléter. |           |                    |           |         |
|                                          |           |                    |           |         |
| mars 1977                                | mars 1989 | Fernand Laborde    |           |         |
| mars 1989                                | mars 2014 | Pierre Labadie     |           |         |
| mars 2014                                | En cours  | Jean-Louis Lalaude |           |         |

## Démographie
L'évolution du nombre d'habitants est connue à travers les recensements de la population effectués dans la commune depuis 1793. Pour les communes de moins de 10 000 habitants, une enquête de recensement portant sur toute la population est réalisée tous les cinq ans, les populations de référence des années intermédiaires étant quant à elles estimées par interpolation ou extrapolation. Pour la commune, le premier recensement exhaustif entrant dans le cadre du nouveau dispositif a été réalisé en 2006.

En 2022, la commune comptait 242 habitants, en évolution de −5,47 % par rapport à 2016 (Lot-et-Garonne : −0,18 %, France hors Mayotte : +2,11 %).
| 1793 | 1800 | 1806 | 1821 | 1831 | 1836 | 1841 | 1846 | 1851 |
| ---- | ---- | ---- | ---- | ---- | ---- | ---- | ---- | ---- |
| 491  | 379  | 401  | 412  | 381  | 347  | 390  | 359  | 377  |

| 1856 | 1861 | 1866 | 1872 | 1876 | 1881 | 1886 | 1891 | 1896 |
| ---- | ---- | ---- | ---- | ---- | ---- | ---- | ---- | ---- |
| 346  | 315  | 318  | 294  | 312  | 311  | 294  | 280  | 268  |

| 1901 | 1906 | 1911 | 1921 | 1926 | 1931 | 1936 | 1946 | 1954 |
| ---- | ---- | ---- | ---- | ---- | ---- | ---- | ---- | ---- |
| 250  | 237  | 234  | 214  | 235  | 225  | 218  | 221  | 186  |

| 1962 | 1968 | 1975 | 1982 | 1990 | 1999 | 2006 | 2011 | 2016 |
| ---- | ---- | ---- | ---- | ---- | ---- | ---- | ---- | ---- |
| 189  | 160  | 126  | 151  | 142  | 158  | 198  | 245  | 256  |

| 2021 | 2022 | - | - | - | - | - | - | - |
| ---- | ---- | - | - | - | - | - | - | - |
| 250  | 242  | - | - | - | - | - | - | - |

## Culture locale et patrimoine

### Lieux et monuments
- Église Notre-Dame[24] ou Saint-Geny-Notre-Dame : ancienne dépendance de la commanderie du Nomdieu, elle date des XVIe et XVIIe siècles[25]. Elle est inscrite à l'Inventaire général du patrimoine culturel[25].
- Château du Saumont : la seigneurie est attestée au XIVe siècle et le château rebâti en 1654, puis profondément remanié à la fin du XIXe siècle[26].

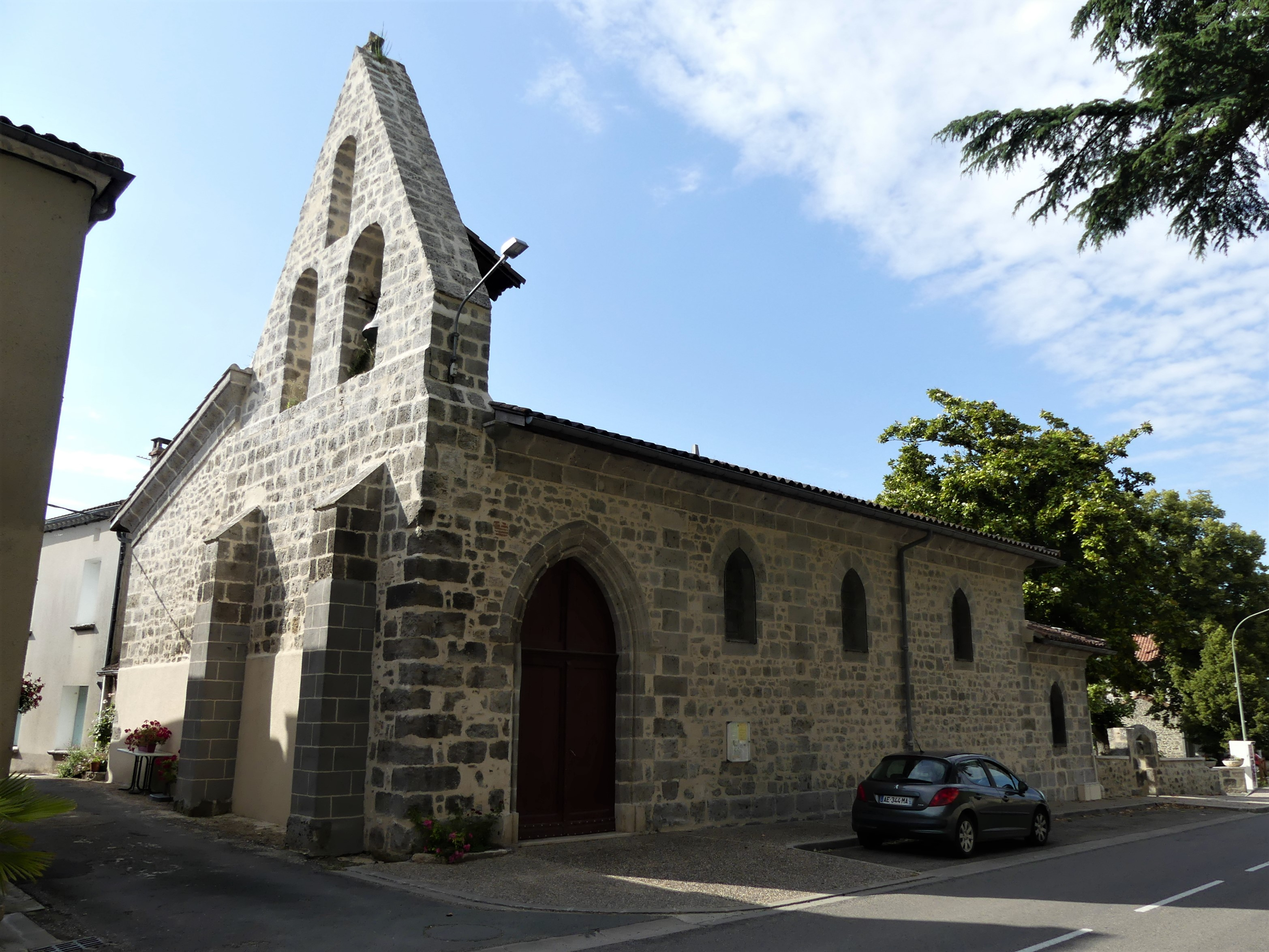
L'église Notre-Dame.
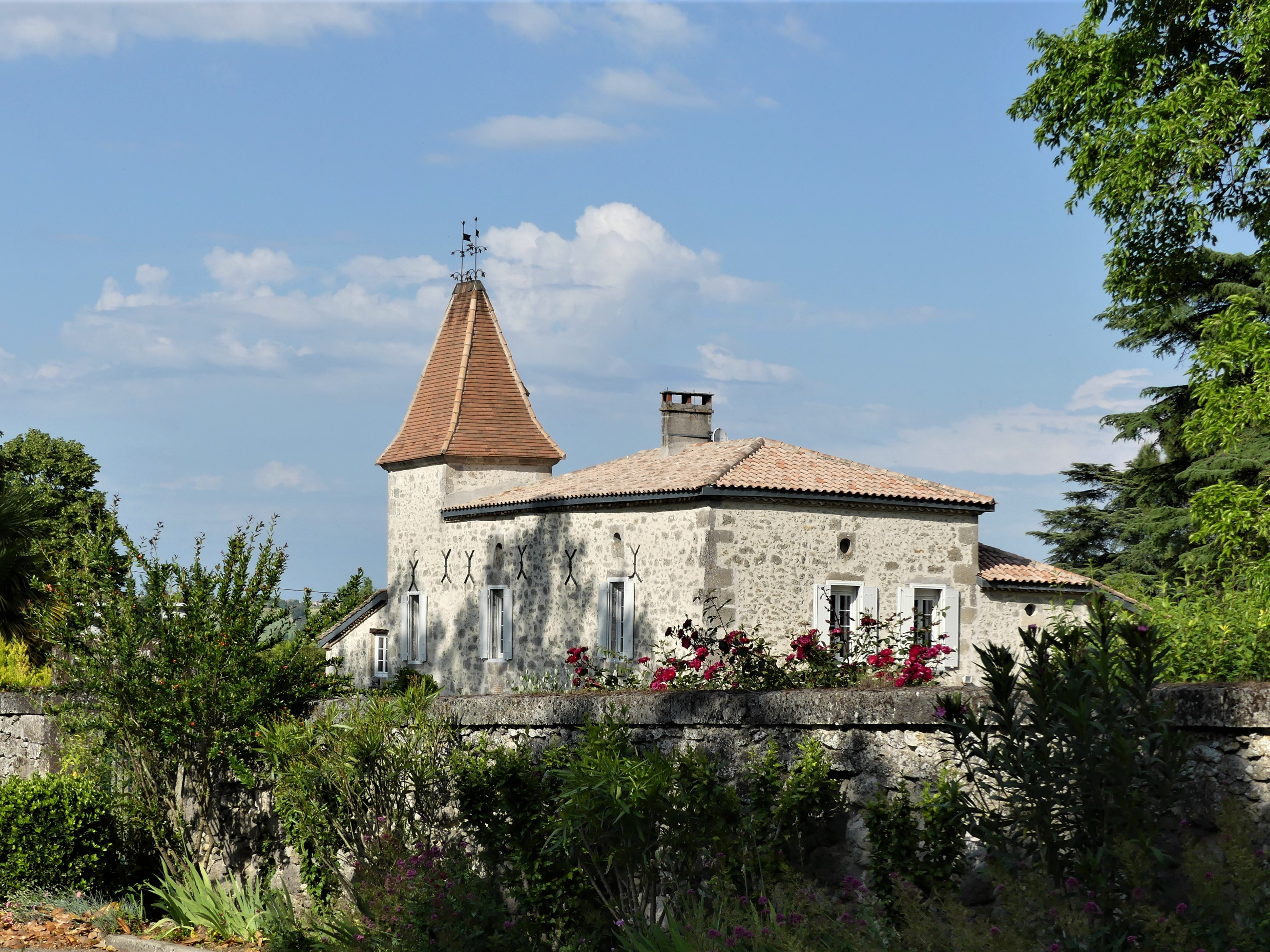
Le pavillon d'entrée du château.
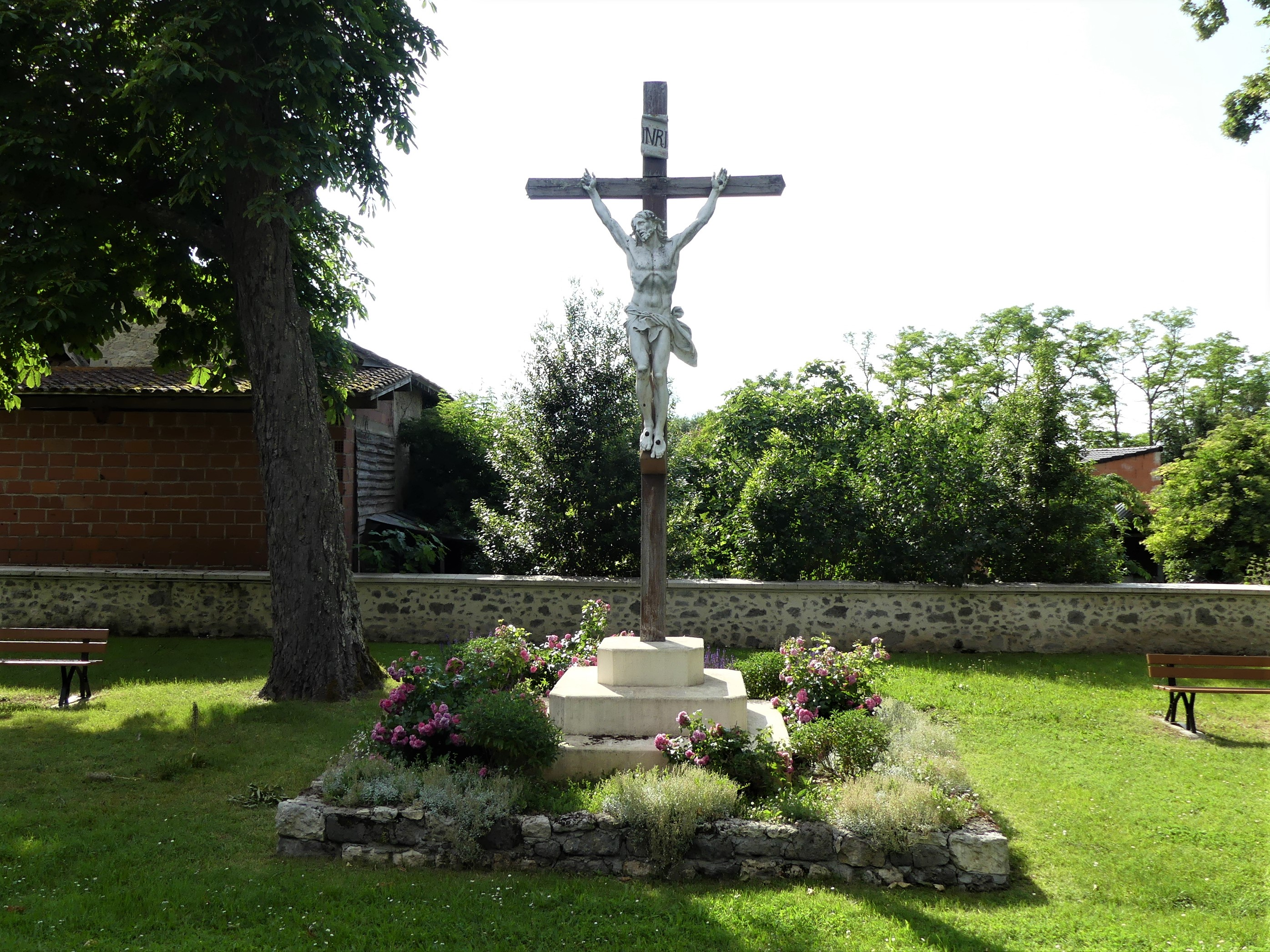
Calvaire entre l'église et la mairie, à l'emplacement de l'ancien cimetière.